# Чёрный русский (песня)
«Чёрный русский» — песня российского рэп-исполнителя Моргенштерна, выпущенная 8 сентября 2023 года на лейбле Bugatti Music вместе с видеоклипом, являющимся рекламой мобильной игры.

## Предыстория
21 июля 2023 года Моргенштерн выпустил песню «If I Ever» совместно с Onative и американским рэпером Rich The Kid. 11 августа вышел видеоклип на песню. 21 августа Алишер выпустил видеоролик под названием «Горький ОПЫТ работы с Америкой и ПРОВАЛ фита. А еще у нас кое-что украли....», где пожаловался на неудачный опыт работы с американскими артистами, а также о том, что Rich The Kid украл у них поддельную одежду. В видеоролике Алишер заявил, что скучает по России и желает вернуться. В ответ на это бабушки с проекта «Отряды Путина» опубликовали видеоролик против возвращения иностранного агента Алишера Моргенштерна в Россию, обвинив его в продажности за доллары, после чего Моргенштерн записал видеоролик, где порвал 100$, заявил, что продался не за доллары, а за рубли и продемонстрировал фрагмент песни в стиле русского шансона.

## Видеоклип
Видеоклип на песню вышел 8 сентября 2023 года и был снят в бывшей гостинице Чирчикстроя и в институте «Физика-Солнце» в Ташкентской области Узбекистане. В клипе Алишер пародирует «образы русских бандитов: в клипе есть сцены ограбления банка, разборки с преступниками и полицейскими, свадьба с дракой и Даней Милохиным, который также появился в клипе в образе криминального элемента», соответствуя жанру песни. Съёмки клипа проходили в июне 2023 года с массовкой из 150 человек. Музыкальное видео было снято командой Romanov Production за миллион долларов. Через пару дней после релиза видеоклипа, он был заблокирован на YouTube, но затем разблокирован. Алишер блокировку прокомментировал в своём Telegram-канале: «Клип заблокировали, но вроде удалось вернуть, слава Богу. Но пропали тысячи комментов, и вылетели из всех трендов. И это не беда, ведь есть вы — родные сердца, нужна поддержка запредельного уровня! Верю, справимся, погнали».
Видеоклип за первые три часа набрал 700 тыс. просмотров и более 13 миллионов просмотров за две недели, став самым популярным клипом Алишера за последний год после видеоклипа «Double Cup».
24 сентября 2023 года вышел видеоролик о съёмках клипа, в котором демонстрировался процесс съёмок.

## Критика
Ксения Собчак раскритиковала песню в жанре русского шансона, сказав: «Посмотрела твой клип и на правах твоей поклонницы решила прокомментировать. Ты можешь лучше. Тебе уже, извини, не 15. Татуировки, конечно, уже не смыть, но не обязательно переходить в шансон. Есть другие пути, мой дорогой».
Певица Любовь Успенская раскритиковала песню, назвав попытку Алишера выступить в жанре шансона дешёвой пародией: «Сегодня я послушала новую песню Моргенштерна в стиле шансон. Шансоном это назвать сложно, скорее дешевая пародия. Он думал, что это просто, вот так взять и влезть в жанр? Надо называть вещи своими именами, он просто еще молодой», а клип назвав креативным.

## Чарты

### Ежедневные чарты
| Чарт (2023)                   | Высшая позиция |
| ----------------------------- | -------------- |
| Мир (Яндекс Музыка)           | 4              |
| Россия (Apple Music)          | 9              |
| Москва (Apple Music)          | 1              |
| Санкт-Петербург (Apple Music) | 1              |
| Мир (VK Музыка)               | 4              |
| Россия (YouTube Music)        | 1              |

### Еженедельные чарты
| Чарт (2023)           | Высшая позиция |
| --------------------- | -------------- |
| Россия (Shazam)       | 13             |
| Россия (YouTube Hits) | 1              |